# Russell Vought
Russell Thurlow Vought (26 de marzo de 1976) es un asistente político y funcionario de gobierno estadounidense que es el 44.º director de la Oficina de Administración y Presupuesto desde el 7 de febrero de 2025 y ocupó el mismo cargo de 2020 a 2021 como el 42.º director. 
También se desempeñó como subdirector de la Oficina de Administración y Presupuesto de 2018 a 2020. Antes de esto, fue vicepresidente de Heritage Action durante siete años. También fue asistente legislativo del senador Phil Gramm.
En enero de 2019, Vought asumió como director en funciones de la Oficina de Administración y Presupuesto (OMB, por sus siglas en inglés). El 18 de marzo de 2020, el presidente Donald Trump anunció su intención de nominarlo como director titular de la OMB. Vought se convirtió en director titular el 22 de julio de 2020 y dejó el cargo en enero de 2021 tras la investidura de Joe Biden como presidente.
En 2021, Vought fundó el Centro para la Renovación de América, una organización centrada en combatir la teoría crítica de la raza. Además, participa en el Proyecto 2025, un plan de la The Heritage Foundation destinado a reformar el gobierno federal.
En noviembre de 2024, el presidente electo Trump nominó a Vought como director de la Oficina de Gestión y Presupuesto para su segunda administración.
Vought es considerado un nacionalista cristiano que busca que el gobierno y la sociedad adopten elementos del cristianismo, aunque apoya algunos aspectos de la separación entre iglesia y estado.

## Primeros años
Vought nació en Illinois. Obtuvo su Licenciatura en Artes de Wheaton College y su Doctorado en Jurisprudencia en la Facultad de Derecho de la Universidad George Washington.
Trabajó para Heritage Action, el grupo de lobby de The Heritage Foundation. También fue director ejecutivo y de presupuesto del Comité de Estudio Republicano, director de políticas de la Conferencia Republicana de la Cámara de Representantes de los Estados Unidos y asistente legislativo del senador Phil Gramm.

## Primera administración de Trump

### Subdirector de la Oficina de Administración y Presupuesto
En abril de 2017, el presidente Donald Trump nominó a Russell Vought como subdirector de la Oficina de Administración y Presupuesto (OMB, por sus siglas en inglés). Fue confirmado por el Senado de los Estados Unidos el 28 de febrero de 2018, con una votación de 50–49. El vicepresidente Mike Pence emitió el voto decisivo.
En 2019, Vought fue uno de los nueve funcionarios gubernamentales que rechazaron una citación judicial para testificar ante el Congreso en relación con el escándalo Trump-Ucrania y la decisión de la administración de congelar la ayuda militar a Ucrania.

#### Primer mandato como director de la OMB

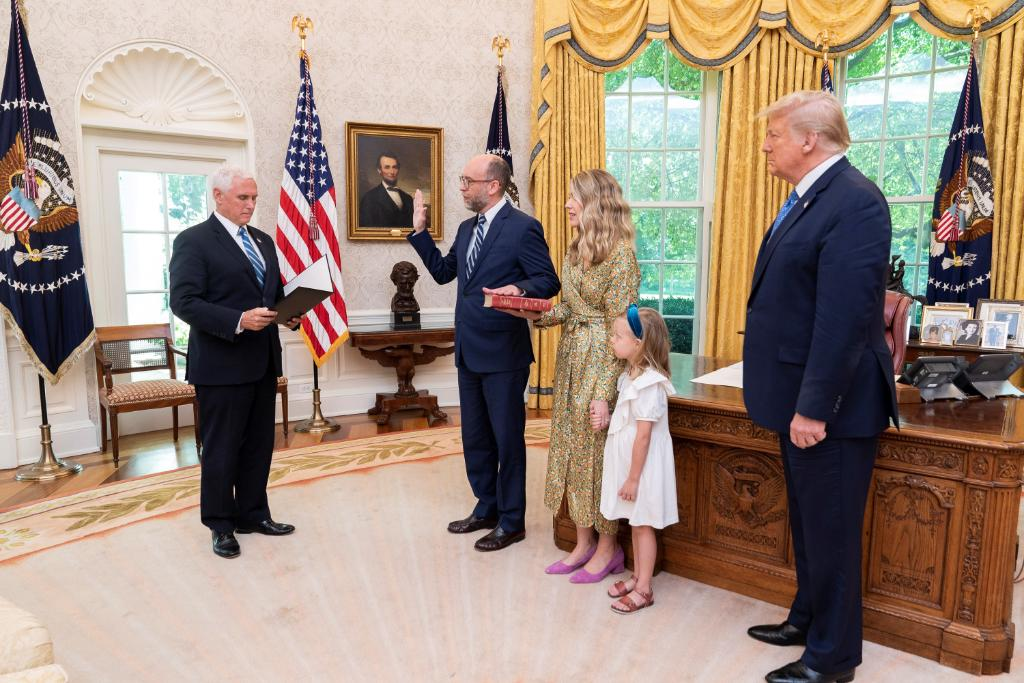
Vought tomando juramento como director de la OMB en julio de 2020.

El 2 de enero de 2019, cuando el director de la OMB, Mick Mulvaney, asumió el cargo de jefe de gabinete interino de la Casa Blanca, Vought se convirtió en director interino de la OMB. El 18 de marzo de 2020, Trump anunció su intención de nominarlo como director permanente de la OMB. Vought fue confirmado por el Senado el 20 de julio de 2020, con una votación de 51–45; y asumió el cargo dos días después.
El 4 de septiembre de 2020, Vought publicó un memorando de la OMB, respaldado por Trump, instando a las agencias federales a identificar contratos o actividades relacionadas con capacitaciones sobre "teoría crítica de la raza" o "privilegio blanco".
Después de que Joe Biden ganara las elecciones presidenciales de Estados Unidos de 2020, él y su equipo de transición afirmaron que Vought dificultó la transición presidencial al no permitir reuniones entre los funcionarios entrantes de Biden y el personal de la OMB. Vought defendió sus acciones, afirmando que la OMB había proporcionado financiamiento para la transición y que se habían realizado más de 45 reuniones con funcionarios de Biden.

## Después de la primera administración de Trump
En enero de 2021, Vought fundó una organización llamada *Center for Renewing America* y un grupo de defensa llamado *American Restoration Action*. Los grupos tenían como objetivo mantener activo el movimiento de Trump después de su salida de la Casa Blanca. También se convirtió en crítico de la teoría crítica de la raza.
Durante las elecciones presidenciales de Estados Unidos de 2024, Vought estuvo involucrado con el Project 2025. El proyecto consiste en propuestas conservadoras y de derecha de The Heritage Foundation para reformar el Gobierno federal de Estados Unidos.

## Retorno a la administración Trump

### Segunda nominación como director de la OMB
El 21 de noviembre de 2024, el presidente electo Trump nominó a Vought como director de la Oficina de Administración y Presupuesto para su segunda administración.